# Bulle de vent stellaire

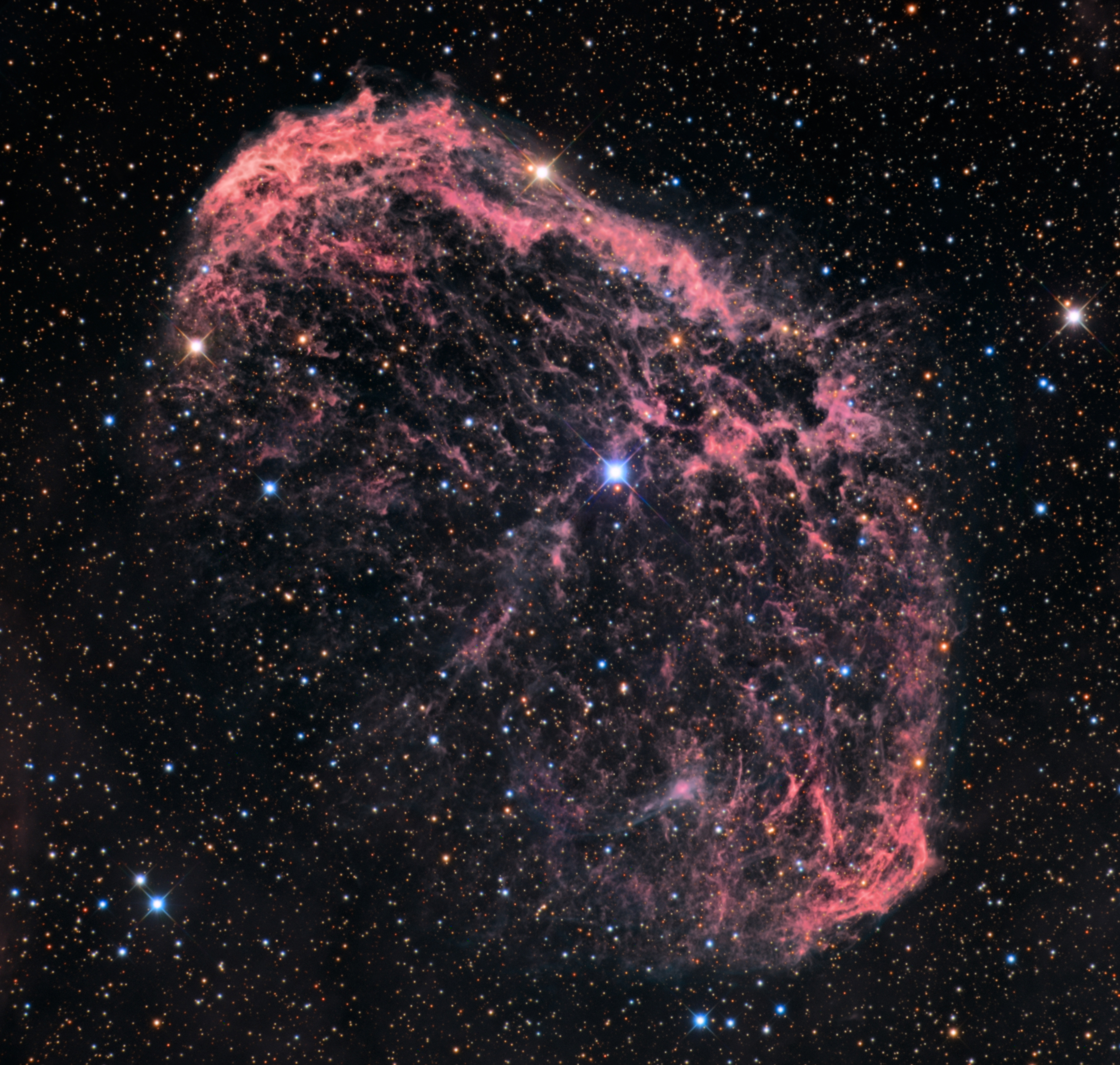
La Nébuleuse du Croissant est une bulle de vent stellaire formée par les vents stellaires occasionnés par l'étoile Wolf-Rayet WR 136

Les bulles de vent stellaire (BVS) sont des cavités remplies par des gaz chauds soufflés dans le milieu interstellaire par des vents stellaires de plusieurs milliers de kilomètres par seconde (km/s). Pouvant s'étendre sur plusieurs années-lumière, ces bulles se retrouvent autour d'étoiles de type spectral O ou B.
Il existe plusieurs autres variétés de bulles stellaires. Celles provenant d'étoiles Wolf-Rayet forment des bulles de Wolf-Rayet, alors que les plus grandes sont appelées « superbulles ». Des vents stellaires plus faibles peuvent également former des structures en forme de bulles. Dans ces cas, elles sont appelées « astrosphères ». Ainsi, par exemple, les planètes du système solaire sont incluses dans une bulle de vent stellaire formée par le vent solaire, l'héliosphère.
Divers facteurs peuvent affecter la forme des bulles de vent stellaire, qui font qu'elles ne sont pas toujours sphériques. Elles sont constituées de cinq zones distinctes superposées en couches : le vent stellaire non altéré, la première onde de choc, la zone « tampon » ionisée, la deuxième onde de choc (la coquille) et le milieu interstellaire non altéré.
Une bulle de vent stellaire suit quatre stades d'évolution : la phase initiale, la phase d'expansion adiabatique, la phase de formation de la coquille ainsi que la phase de dissipation. Elles ont des durées variables. Une bulle de vent stellaire peut rester en formation jusqu'à un million d'années. 
L'observation des bulles permet notamment d'étudier les vents stellaires, qui, autrement, sont presque indétectables (surtout pour les étoiles plus petites).

## Observations
Le tableau ci-dessous présente les caractéristiques physiques de différentes bulles de vent stellaire, de bulles de Wolf-Rayet et d'astrophères compilées par Wood (2004) et Van Buren (1986)[réf. incomplète]. Certaines unités ont été converties afin d'assurer une certaine homogénéité des données. 
| Bulle          | Étoile     | Type spectral | Luminosité                       | Perte de masse                     | Vitesse du vent stellaire | Température de la coquille | Vitesse d'expansion | Densité du milieu interstellaire |
| -------------- | ---------- | ------------- | -------------------------------- | ---------------------------------- | ------------------------- | -------------------------- | ------------------- | -------------------------------- |
|                |            |               | 106 L/{\displaystyle L_{\odot }} | 10-6 {\displaystyle M_{\odot }}/an | 108 cm/s                  | 104 K                      | km/s                | particules/cm3                   |
| NGC 6334 FN    | Inconnue   | O6.5 III      | 0,32                             | 4,3                                | 2,5                       | 1                          | 70                  | 30                               |
| NGC 7635       | BD+60°2522 | O6.5 III      | 0,32                             | 4,3                                | 2,5                       | 0,75                       | 35                  | 90                               |
| λ Ori Nebulae  | HD 36861   | O8 III        | 0,24                             | 0,57                               | 2,8                       | 1                          | 8                   | 6,9                              |
| Rosette Nebula | HD 46150   | O5 V          | 0,82                             | 1,1                                | 3,2                       | 0,47                       | 25                  | 15                               |
| NGC 6888       | HD 192163  | WN 4          | 0,38                             | 23                                 | 2,25                      | 0,95                       | 75                  | 25                               |
| NGC 2359       | HD 56925   | WN 4          | 0,32                             | 19                                 | 1,7                       | 1,2                        | 30                  | 98                               |
| S308           | HD 50896   | WN 5          | 0,073                            | 33                                 | 2,7                       | 1,7                        | 60                  | 4,1                              |
| NGC 3199       | HD 9358    | WN 5          | 0,006                            | 33                                 | 2,7                       | 1,7                        | 29                  | 7,1                              |
| RCW104         | HD 147419  | WN 4          | 0,38                             | 19                                 | 1,7                       | 1,2                        | 25                  | 54                               |
| Héliosphère    | Soleil     | G2 V          | 1,00 × 10-6                      | 1,5874 × 10-8                      | 0,45                      | 1                          | ND                  | 0,02                             |
| Astrosphère    | 61 Vir     | G5 V          | 1,9365 × 10-6                    | 6,00 × 10-9                        | 0,51                      | ND                         | ND                  | ND                               |
| Astrosphère    | EV Lac     | M3,5 V        | 2,550 × 10-4                     | 2,00 × 10-8                        | 0,45                      | ND                         | ND                  | ND                               |
| Astrosphère    | δ Eri      | K0 IV         | 2,931 × 10-8                     | 8,00 × 10-8                        | 0,37                      | ND                         | ND                  | ND                               |

### Outils de détection

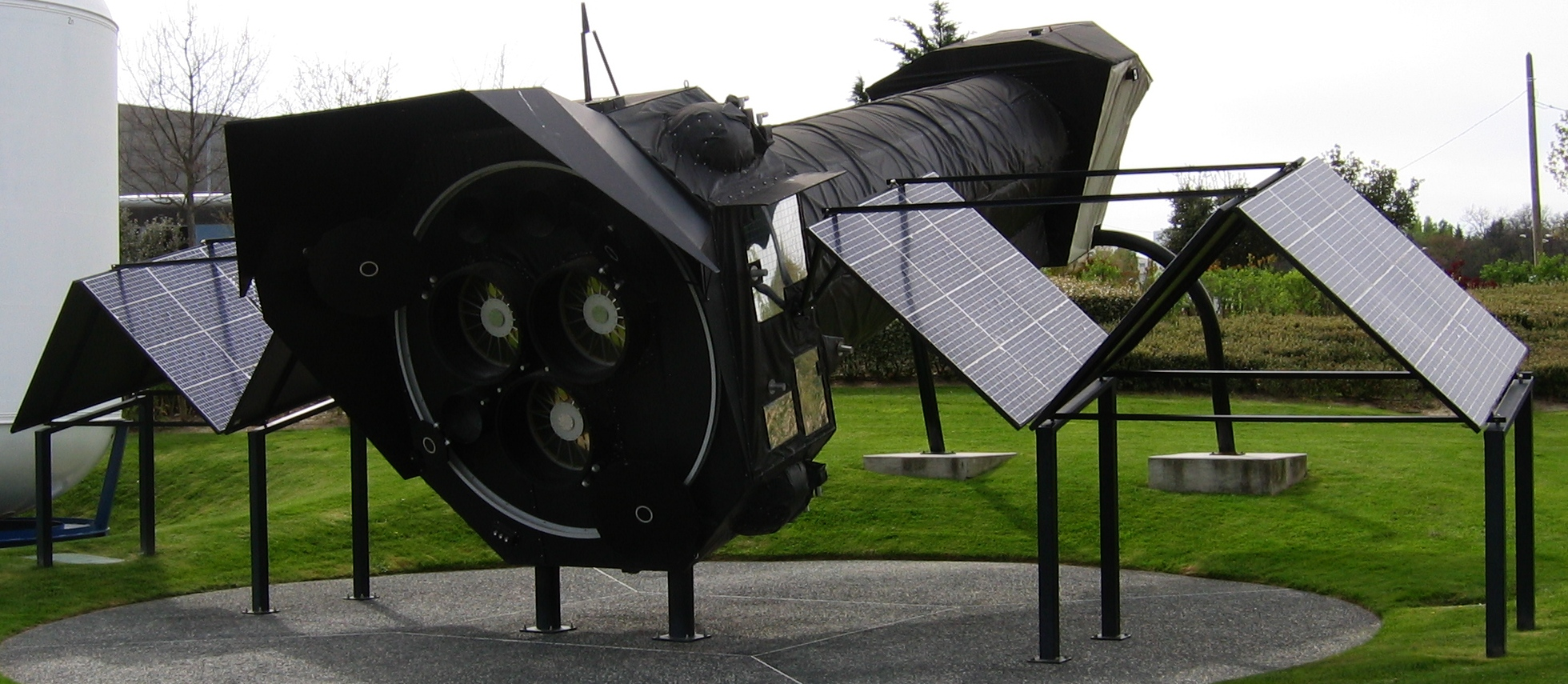
Maquette de XMM-Newton.

Seulement 8 % des bulles entourant les étoiles de type O sont observables dans le visible. De plus, la détection directe des bulles de vent stellaire autour de ces étoiles est très difficile en raison de leur environnement à faible densité. Celles qui sont observées dans le visible le sont grâce à des filtres H-alpha, qui permettent d'observer les aspérités causées par la distribution inégale des gaz autour de la bulle en formation (voir #Structure). Les émissions d'oxygène doublement ionisé permettent également d'observer les bulles de vent stellaire dans le visible avec des pics d'observation à 500,7 et 495,9 nanomètres (nm).
La plupart des coquilles de bulles de vent stellaire d'étoiles de type O sont détectables dans les infrarouges lointains ou à l'aide de la raie à 21 centimètres. Quant à elles, les bulles de Wolf-Rayet peuvent être détectées à l'aide de rayons X.
Pour observer les étoiles de type O solitaires, les télescopes actuels ne sont pas assez sensibles.  
La détection indirecte autour de ces étoiles est possible en cherchant des trous dans le milieu interstellaire, étant donné que la bulle est si peu dense qu'elle est « invisible ». De plus, la détection peut se faire en observant les infrarouges, car les bulles sont exemptes de poussière qui habituellement reflète ce type de rayons. On devrait alors avoir un pic d'infrarouges à 24 micromètres (μm) autour de la coquille de la bulle et une décroissance exponentielle jusqu'à la limite de la région HII.
Également, le XMM-Newton et le ASCA, qui sont deux observatoires spatiaux destinés à l'observation des rayons X, ont été utilisés afin d'observer certaines bulles de vent stellaire, comme celles de la nébuleuse du Croissant et de EZ Canis Majoris.

## Structure

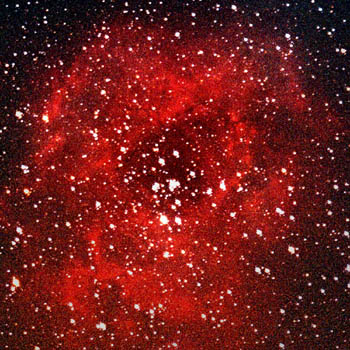
La nébuleuse de la Rosette dans la constellation de la Licorne. Les étoiles jeunes de l'amas au centre de la nébuleuse ionisent le gaz environnant, alors que les vents stellaires émis par ces mêmes étoiles ont commencé à « souffler » le centre du nuage de gaz.

Les BVS se forment à partir du contact entre le vent stellaire et le milieu interstellaire. Cette formation possède des similarités avec la formation de la coquille d'une supernova. 
Trois facteurs principaux vont influencer la forme de la bulle de vent stellaire. Le premier dépend de la vitesse de croisière de l'étoile autour de laquelle se forme la bulle. En effet, si, par exemple, une étoile est mobile et qu'elle traverse une région HII, on aura une bulle de vent stellaire déformée dans le sens de déplacement de l'étoile. Il a été démontré que des asymétries peuvent être observées à partir de vitesses de l'ordre de 4 km/s.
Le deuxième facteur influençant la forme de la bulle est la vitesse et la température de refroidissement de la bulle. Une étude sur les rémanents de supernova, qui sont assez similaires aux bulles de vent stellaire, a montré que l'instabilité thermique lors du refroidissement était responsable de son caractère mince et fragile.
La présence d'inégalité dans la distribution du milieu interstellaire autour de l'étoile va également modifier la forme de la bulle. Les variations de densité peuvent ainsi entraîner des fragmentations aux endroits où le milieu est moins dense et des aspérités à la surface de la bulle si le milieu est plus dense. Les déformations seront plus prononcées si les différences de densité apparaissent tôt dans la formation de la bulle.
La bulle de vent stellaire est formée de cinq zones distinctes créées par la rencontre du vent stellaire chaud, dense avec une vélocité importante avec le milieu interstellaire plus froid, avec une faible densité et une vitesse moindre. La rencontre de ces deux milieux différents provoque la formation de deux ondes de choc qui divise ainsi la bulle en cinq compartiments. On définit ici les cinq zones en partant de l'étoile émettrice du vent stellaire qui se retrouve plus ou moins centrée dans la structure. La raison de cette asymétrie sera traitée plus loin. 

### Vent stellaire non altéré
Le vent solaire autour des étoiles de types O ou B a des vitesses de pointes de 2 000 km/s et des vitesses moyennes de 890 km/s. On y observe des pertes de l'ordre de 9 × 10-7 masses solaires par année ({\displaystyle {\frac {M_{\odot }}{a}}}).

### Première onde de choc
Les étoiles de types O et B sont entourées d'une région de gaz ionisé, une région HII. Lorsque le vent stellaire rencontre le milieu interstellaire et la région HII, il décélère brusquement, ce qui provoque sa compression et une augmentation de sa température. Ces changements physiques produisent une zone très chaude et isobarique qui se démarque du vent stellaire seul.

### Zone «tampon» ionisée
On qualifie cette zone de tampon, parce qu'elle se retrouve entre les deux ondes de choc provoquées par la rencontre entre le vent stellaire et le milieu interstellaire. Dans cette zone, on retrouve un mélange de particules provenant du vent stellaire et du milieu interstellaire. Les modèles mathématiques ont permis de comprendre qu'il y avait une évaporation de la coquille par conduction thermique du vent stellaire. La chaleur de ce dernier « arrache » donc des particules de la coquille pour les intégrer. 

### Deuxième onde de choc: La coquille
La formation de la coquille de la bulle vient d'une réaction d'une partie du milieu interstellaire lors de sa rencontre avec le vent stellaire. Le milieu se réchauffe rapidement, il accélère et se compresse. Cette coquille est en équilibre dynamique avec les deux régions de la bulle qui l'entourent. Une partie de son contenu s'évapore vers le centre, comme mentionné dans la section précédente. Pour balancer cette perte de masse, une quantité de matière interstellaire s'accrète constamment vers l'extérieur de la coquille. 

### Milieu interstellaire non altéré
Le milieu interstellaire a une vitesse plutôt lente de (~10 km/s). On présume qu'il possède une densité moyenne de 15 particules/cm3 et une température de 300 K.

## Évolution

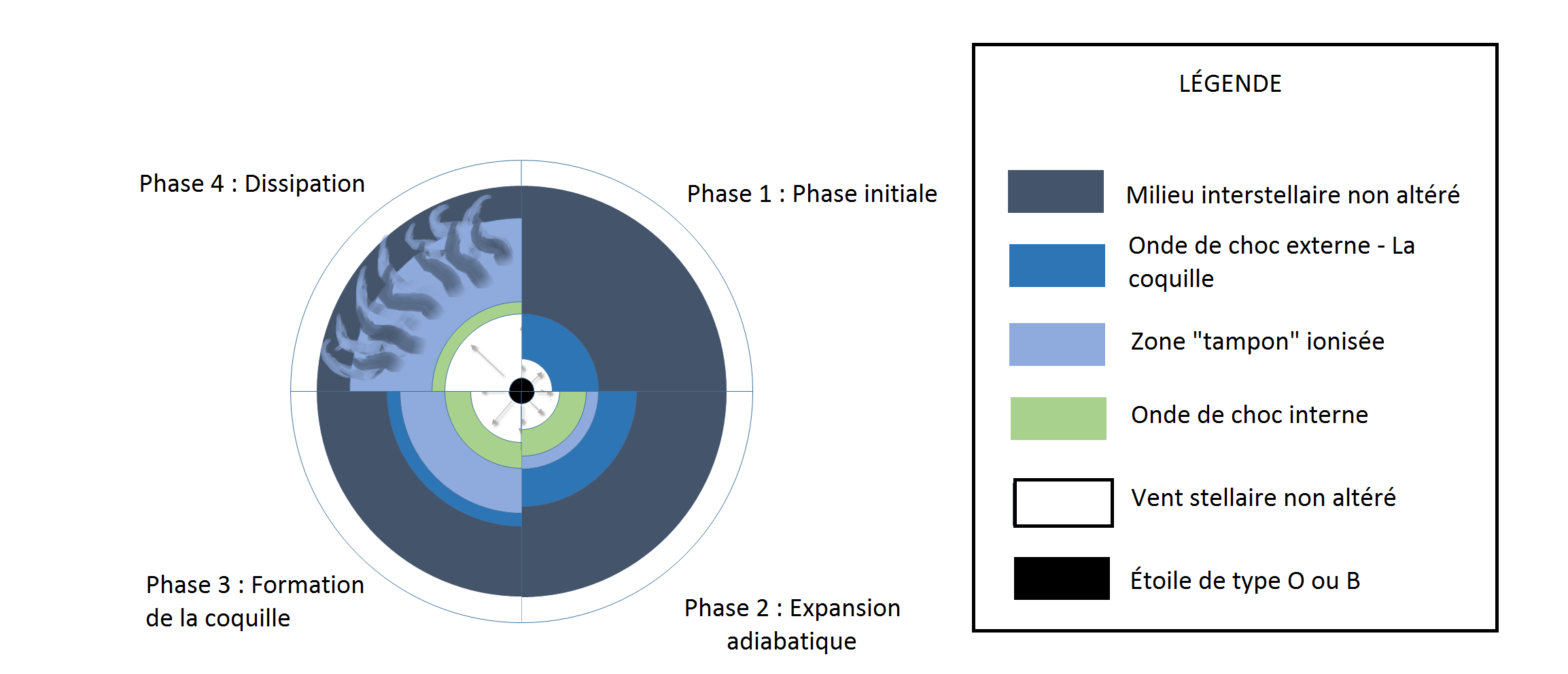
Schéma de l'évolution d'une bulle stellaire à partir des travaux de Rozyczka (1985).

La bulle de vent stellaire passera par quatre stades au cours de sa « vie ». Chaque stade a une durée variable en fonction des conditions initiales de formation. Le modèle présenté ci-dessous, développé par Rozyczka (1985), présente la formation d'une bulle sans introduction d'instabilité. La bulle est alors parfaitement sphérique. 

### Phase initiale
L'étoile en formation projette de grandes quantités de gaz de matière radiante autour de son cœur. Ce vent stellaire entre en contact avec les gaz interstellaires, ce qui provoque des interactions autour de l'étoile naissante. C'est ce qu'on appelle la bulle primordiale. La vitesse d'éjection de matière dépend de la nature de l'étoile. La première partie de la bulle à se produire est l'onde de choc externe.
Durée : Quelques centaines d'années.

### Phase d'expansion adiabatique
La phase d'expansion est caractérisée par une perte de volume de la coquille par l'augmentation de la conduction thermique avec la zone tampon. On observe alors des échanges de matières entre le vent stellaire et le milieu interstellaire. Ce transfert de matière entre les deux milieux se fait sans perte d'énergie. En effet, l'énergie thermique est équilibrée par l'énergie mécanique. C'est pourquoi on qualifie cette phase d'expansion adiabatique. On voit alors apparaître l'onde de choc interne, produite par le contact entre la zone tampon ionisée et le vent stellaire. On observe ensuite un amincissement de l'onde de choc externe,. 
Durée : Quelques milliers d'années.

### Phase de formation de la coquille
L'amincissement entamé à la fin de la phase d'expansion adiabatique se poursuit. On observe un rapide refroidissement de l'onde de choc externe. Cette dernière se refroidit complètement avant que la bulle entre en expansion d'elle-même. La coquille est bien formée lorsqu'elle atteint une température de 15 000 K. Elle demeurera ainsi, mince et froide, jusqu'à sa dissipation. On retrouve durant cette phase la structure décrite plus tôt avec les 5 régions distinctes. 
Durée : La majeure partie de la vie de la bulle.

### Phase de dissipation
La bulle va se gonfler, constamment soufflée par le vent stellaire. La coquille, en prenant de l'expansion, va s'amincir et diminuer en densité. Si l'étoile vit suffisamment longtemps, la densité de la coquille sera égale au milieu interstellaire. On pourra alors observer la coquille se dissiper et le matériel se mélanger avec le milieu interstellaire.

## Cas spéciaux

### Bulles de Wolf-Rayet

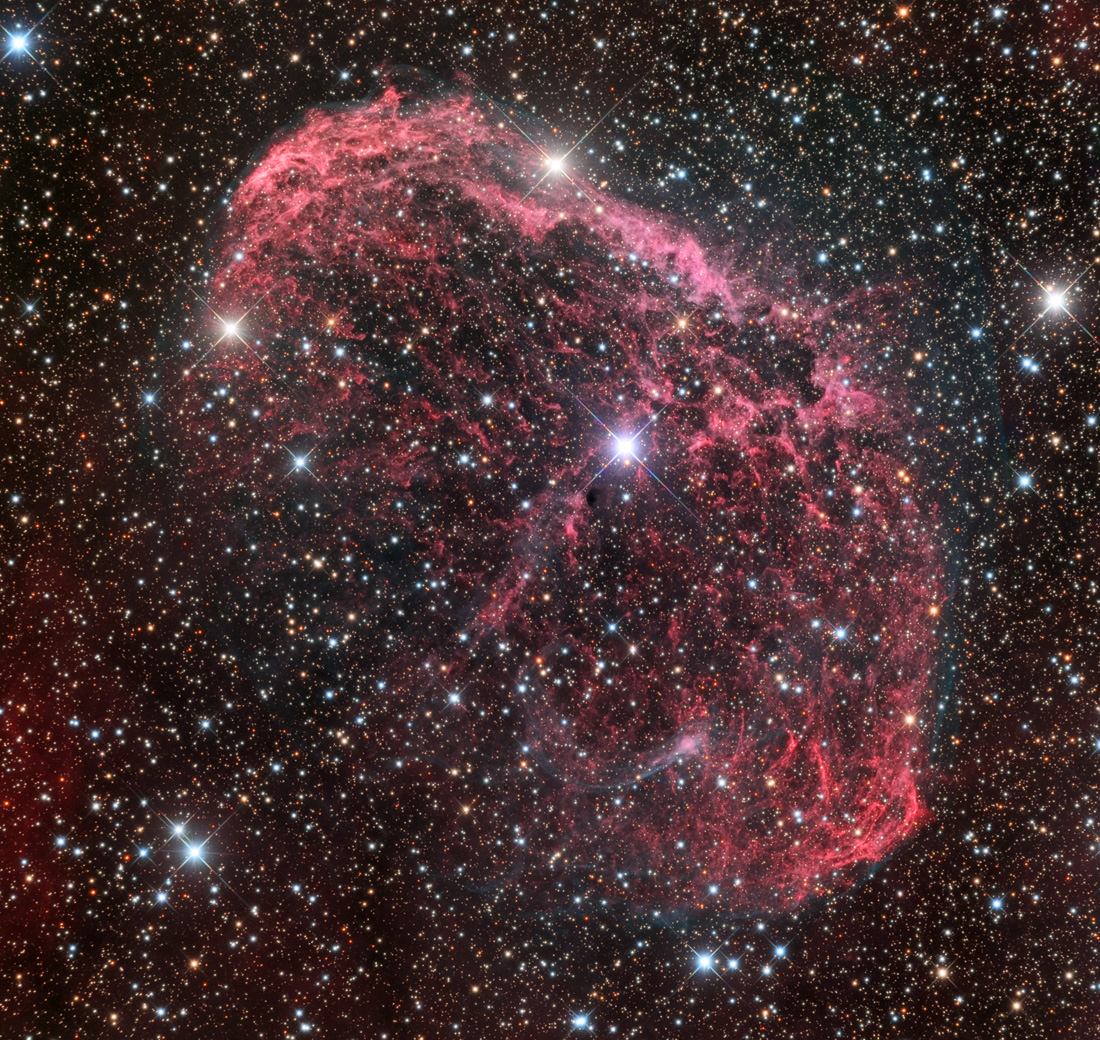
La nébuleuse du Croissant est une bulle de vent stellaire bien documentée.

Les bulles de Wolf-Rayet représentent un cas particulier de bulles stellaires. Se produisant dans un environnement différent que pour les bulles entourant les étoiles de type O et B, la formation de ces bulles passerait par trois vents stellaires différents, à mesure que l'étoile évolue. Le premier est un vent raréfié et rapide créant une bulle de vent stellaire comme défini dans cet article. Cette phase a une durée de vie d'environ 106 années et le vent souffle à une vitesse d'environ 103 km/s pour une perte de masse située entre 10−6 et 10−7 {\displaystyle M_{\odot }}/an. Le deuxième vent est soufflé lorsque l'étoile passe au stade de supergéante rouge. Ce vent est dense et plutôt lent. Il forme, dans la zone onde de choc interne de la bulle, une région dense, hautement métallisée, une enveloppe circumstellaire. On parle ici de vent de 10 à 25 km/s qui souffle pendant environ 105 années et qui implique des pertes d'environ 10−4 à 10−5 {\displaystyle M_{\odot }}/an. 
Le dernier vent de la séquence, lorsque l'étoile atteint le stade Wolf-Rayet, est rapide (103km/s) et entraîne des pertes de masse situées entre 10−5 et 10−6 {\displaystyle M_{\odot }}/an. Il souffle complètement le stade précédent créant d'abord une nébuleuse à anneau, puis un rémanent de supernova.

### Superbulles

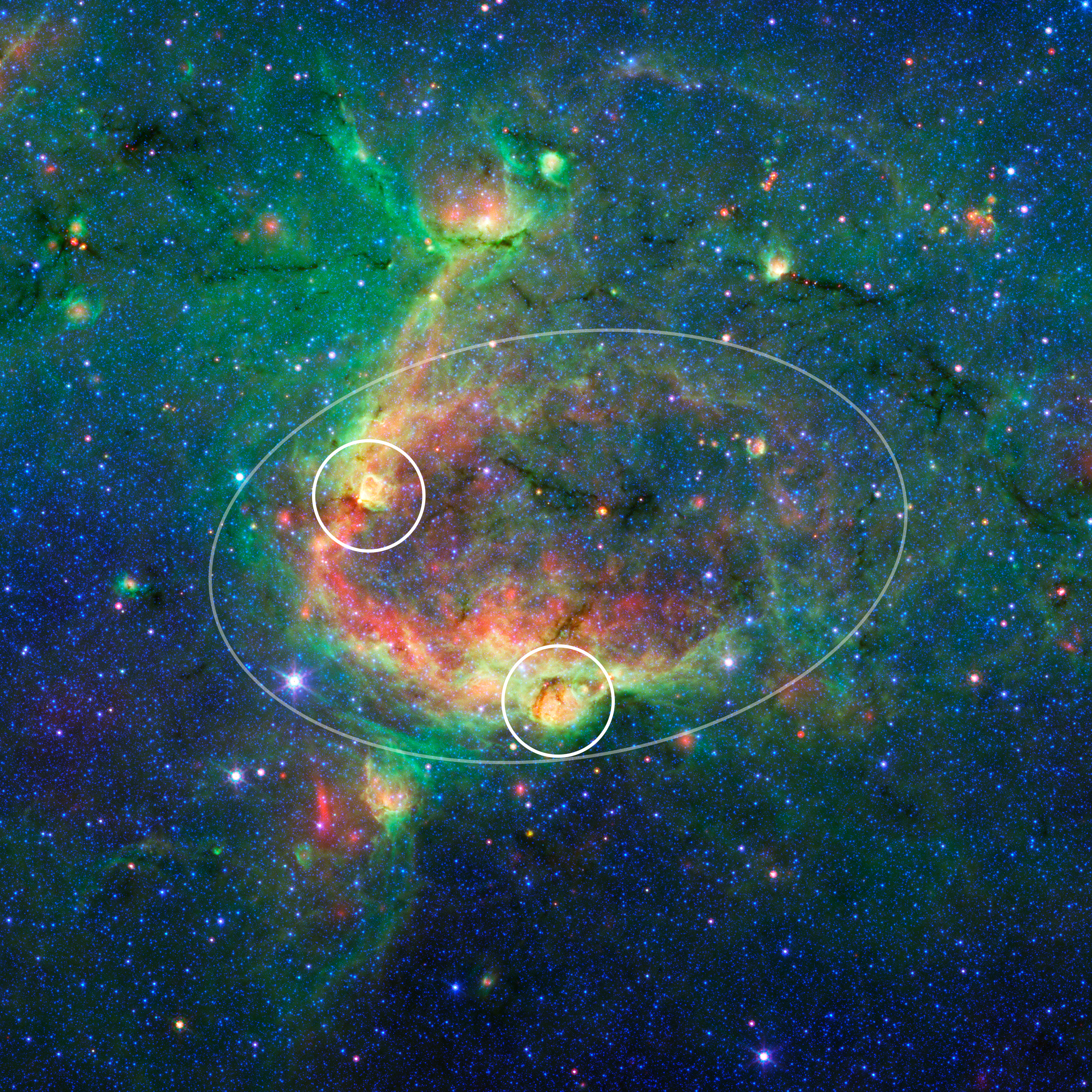
Bulle multiple : Photographie en infrarouges prise par le télescope spatial Spitzer. Elle présente une structure de bulle multiple, on voit une bulle géante et deux plus petites bulles qui ont été formées par des vents solaires.

Les superbulles sont des structures de bulles de vent stellaire qui ont été produites dans un environnement contenant des bulles préexistantes à des stades variés. On les retrouve par exemple lors de l'explosion d'une supernova. Cette explosion génère une quantité de gaz projeté qui peut s'apparenter aux vents stellaires. Les bulles déjà présentes facilitent les transferts énergétiques dans le milieu et permettent ainsi à plusieurs bulles de fusionner entre elles pour en former une plus grosse.

### Astrosphère

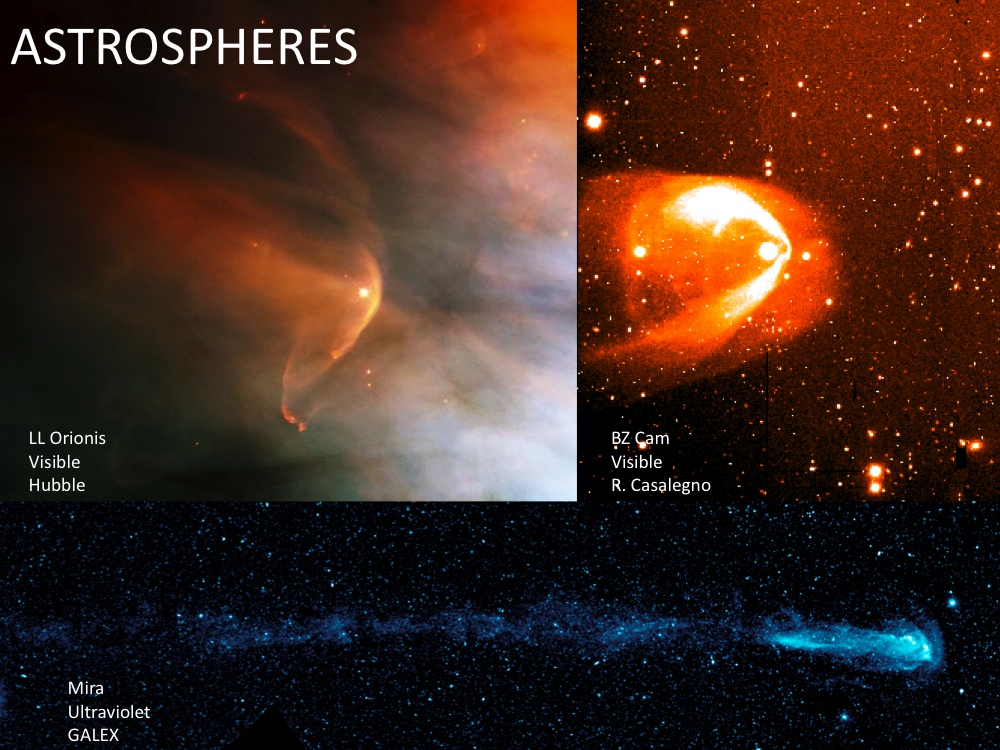
Trois astrosphères observées par différents télescopes.

L'astrosphère est un terme qui ne fait pas consensus dans la communauté scientifique. Certains auteurs l'utilisent comme synonyme de bulle de vent stellaire, mais la plupart vont, par contre, y ajouter une certaine nuance. En effet, on peut définir l'astrosphère comme une bulle de vent stellaire qui se forme autour d'une étoile de petite taille ou une étoile froide,. Elle passe donc par sensiblement les mêmes étapes de formation. Plusieurs étoiles de type spectral G présentent des astrosphères. Les vents stellaires de ces étoiles ont une densité de 5 particules/cm3, avec une vitesse moyenne de 400 km/s et une perte de masse de 10−14 {\displaystyle M_{\odot }}/an,.

### Héliosphère

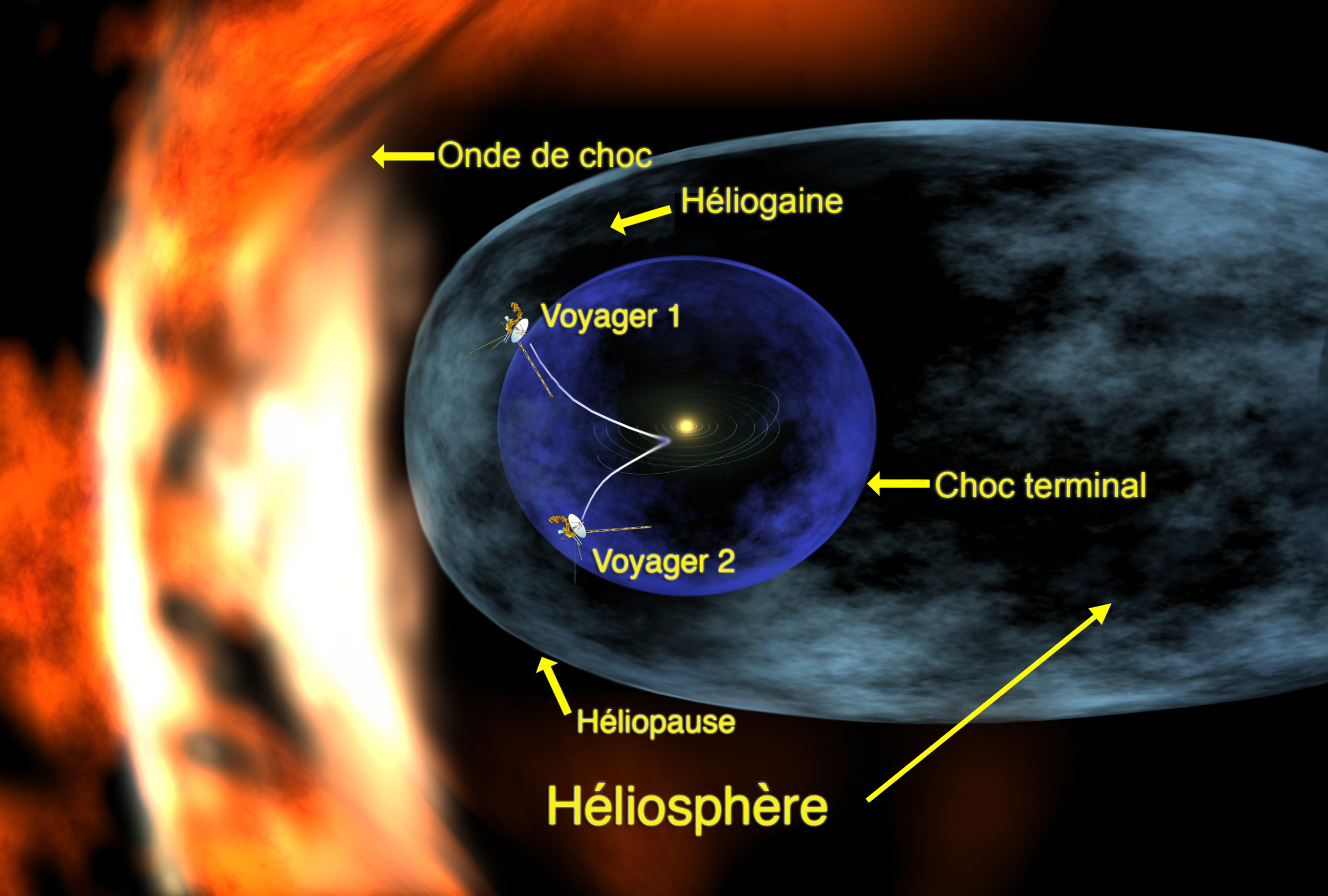
Schématisation de l'héliosphère autour du Soleil présentant les sondes Voyager 1 et 2.

Notre Soleil est une étoile froide de type spectral G, elle souffle donc une astrosphère, appelée héliosphère. Une particularité du vent solaire est qu'il change avec l'activité magnétique du Soleil qui dure 22 ans. Dans les creux d'activité solaire, les vents sont peu denses (environ 2,5 particules/cm3) et voyagent à 770 km/s . Au maximum de l'activité solaire, le vent est plus dense (environ 4 à 8 particules/cm3) et avec des vitesses variables (350-750 km/s). Ces variations modifient la grandeur de la bulle en déplaçant l'onde de choc interne. Elle s'éloigne du Soleil de 10 unités astronomiques (UA) lors des maxima solaires et s'éloigne de 40 à 50 UA au minimum de l'activité. Les mouvements de rotation et de translation du Soleil vont également avoir un impact sur la forme de la bulle. De ce fait, elle est allongée plutôt que sphérique et a une allure spiralée.
Hormis ces variations de volume, l'héliosphère possède l'allure générale des bulles de vent stellaire. La première onde de choc se situe à environ 75 à 90 UA du Soleil, l'héliopause, qui correspond à la deuxième onde de choc du modèle présenté précédemment, est à environ 140 UA du Soleil. 
Les sondes Voyager 1 et 2, lancées en 1977, avaient pour mission première d'explorer le système solaire. Durant les années 2000, Voyager 1 a été le premier objet humain à quitter l'héliosphère.